# Kuching

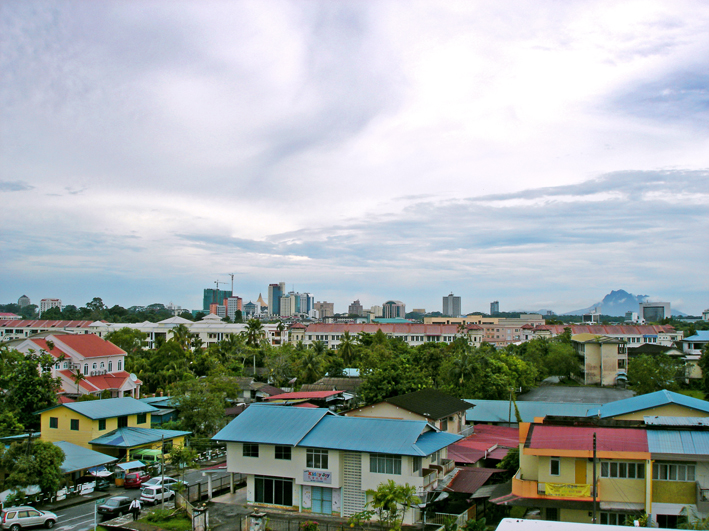
Kuching.

Kuching är huvudstad i delstaten Sarawak i Malaysia, och är belägen vid Sarawakfloden på västra Borneo. Den är delstatens största stad och hade 422 240 invånare vid folkräkningen 2000. Kuching är även huvudort för en av delstatens divisioner, samt ett distrikt (båda med samma namn som staden). 
Kuching betyder även katt på bahasa malaysia.
Därför kallas staden för Kattstaden av invånarna själva.